# 金特爾·伍茲
金特爾·伍茲（英語：Qyntel Deon Woods，1981年2月16日—），美国NBA联盟前职业篮球运动员。主要打小前鋒位置，有時也可以打得分後衛位置。
伍茲出生在曼非斯。高中畢業後，他分別在莫伯里社群學院( Moberly Area CC)和東北密西西比學院(Northeast Mississippi) 打了各一個賽季的大學籃球。曾被職業球探視為極有潛力的球員。他在2002年的NBA選秀中第1輪第21順位被波特蘭拓荒者選中。
伍茲在NBA出賽了四個球季，場均得分有4.1分。

## 外部連結
- 金特爾·伍茲在NBA（英语）
- 金特爾·伍茲在歐洲籃球聯賽（英语）
- 金特爾·伍茲在西班牙篮球甲级联赛（球員）（西班牙语）
- 金特爾·伍茲在義大利籃球聯賽（意大利语）
- 金特爾·伍茲在Basketball-Reference.com（NBA）（英语）
- 金特爾·伍茲在Basketball-Reference.com（NBA G聯盟）（英语）
- 金特爾·伍茲在Basketball-Reference.com（國際）（英语）
- 金特爾·伍茲在Eurobasket.com（球員）（英语）
- 金特爾·伍茲在RealGM（英语）
- 金特爾·伍茲在Proballers（英语）